# Остоюв
Остоюв (пол. Ostojów) — село в Польщі, у гміні Сухеднюв Скаржиського повіту Свентокшиського воєводства.
Населення — 847 осіб (2011).
У 1975-1998 роках село належало до Келецького воєводства.

## Демографія
Демографічна структура на день 31 березня 2011 року:
|          | Загалом | Допрацездатний вік | Працездатний вік | Постпрацездатний вік |
| -------- | ------- | ------------------ | ---------------- | -------------------- |
| Чоловіки | 415     | 73                 | 294              | 48                   |
| Жінки    | 432     | 62                 | 257              | 113                  |
| Разом    | 847     | 135                | 551              | 161                  |